# David Wijnveldt
David Wijnveldt (Jember, Nederlands-Indië, 15 december 1891 – Zutphen, 28 maart 1962) was een Nederlands voetballer die uitkwam voor het Koninklijke UD in Deventer. 
Hij won brons op de Olympische Spelen van 1912 in Zweden met het Nederlands elftal. Wijnveldt was op het laatste moment aan de selectie toegevoegd en moest zich op de heenreis aan het gezelschap voorstellen. Hij maakte ook deel uit van het Nederlands elftal dat in 1913 op Houtrust voor het eerst van Engeland wist te winnen.
Wijnveldt speelde, tijdens zijn studie, in totaal 13 interlands voor het Nederlands elftal. Daarna keerde hij weer terug naar Nederlands-Indië. Daar werkte hij als planter. Tijdens de oorlog zat hij in een jappenkamp. In 1951 kwam hij op verlof naar Nederland terug, maar de Indonesische autoriteiten verboden hem terug te keren.
Op latere leeftijd was Wijnveldt een trouwe bezoeker van wedstrijden van het Nederlands elftal. Hij overleed op 70-jarige leeftijd en werd begraven op de Oosterbegraafplaats in Zutphen.
In Deventer is de David Wijnveldtweg naar hem genoemd.